# Хромат серебра
Хромат серебра(I) — неорганическое соединение, соль металла серебра и хромовой кислоты с формулой Ag2CrO4, красные кристаллы, не растворимые в воде.

## Получение
- Обменная реакция с растворимой солью серебра:

{\displaystyle {\mathsf {K_{2}CrO_{4}+2AgNO_{3}\ {\xrightarrow {}}\ Ag_{2}CrO_{4}\downarrow +2KNO_{3}}}}

## Физические свойства
Хромат серебра(I) образует красные кристаллы 
ромбической сингонии, 
пространственная группа P nam, 
параметры ячейки a = 1,0063 нм, b = 0,7029 нм, c = 0,5540 нм, Z = 4.
Плохо растворим в воде.
Парамагнетик.

## Химические свойства
- При нагревании реагирует с хлором:

{\displaystyle {\mathsf {2Ag_{2}CrO_{4}+2Cl_{2}\ {\xrightarrow {200^{o}C}}\ 2CrO_{3}+O_{2}\uparrow +4AgCl}}}